# Matheus Carvalho
Matheus Thiago de Carvalho (Niterói, 11 de março de 1992), ou somente Matheus Carvalho, é um futebolista brasileiro que atua como atacante. Atualmente está no XV de Piracicaba.

## Carreira

### Fluminense
Matheus Carvalho foi revelado na equipe tricolor, em um dos melhores momentos da história do clube, onde conseguiu o título do campeonato Carioca de 2012 e
dois titulos do campeoanto brasileiro, os de 2010 e de 2012. Matheus surgia no Tricolor das Laranjeiras com grandes expectativas.
Desde de o início de sua carreira, Matheus já sofria com graves e repentinas lesões e por conta delas, o jogador era pouco requisitado e logo foi emprestado ao Joinville em 2013.

### Joinville
Já na equipe Catarinense, Matheus Carvalho teve um ótimo início de passagem, onde conseguiu marcar 5 gols em 5 jogos em que participou.
Após isso, Matheus acabou ficando em desuso pelo clube, ficando maior parte do tempo no banco de reservas.

### Retorno ao Fluminense
Em 2013, após o fim do empréstimo junto ao Joinville, Matheus Carvalho retorna ao Fluminense, onde atuou em apenas 2 jogos e marcando somente um gol, na derrota contra o Criciúma por 3 a 2.
Logo depois Matheus rescindiu seu contrato e foi nessa ocasião ao Monaco da França.

### Monaco
Já no Monaco, Matheus Carvalho ficou durante 6 meses . Participou de 12 jogos pelo clube, sendo 8 jogos pela League 1, 2 jogos pela Copa da França e 1 jogo pela Copa da Liga da França, marcando um único gol, e também ficou a disposição em 4 jogos da Champions League.
Fort Lauderdale Strikers
Após sua passagem pelo Monaco, Matheus Carvalho viu sua carreira desmoronar por um problema com o TMS ( Sistema de transferências da FIFA) ficando travado na França. E consequentemente impediu o atleta de atuar por 6 meses. Sendo assim, ele teve que recomeçar sua carreira em janeiro de 2016 indo para o Fort Lauderdale Strikers ( Equipe que na época tinha investimento de Ronaldo Luis Nazário de Lima (Fenômeno). 

### Atlético Goianiense
No Atlético, em 2016, Matheus chegou no final daquela temporada, onde consegui marcar um dos gols da goleada sob o Tupi por 5 a 3, partida que deu o título de campeão brasileiro da Série B para a equipe rubro-negra. Além dessa partida, Matheus Carvalho participou de mais 2 jogos pela equipe goiana, mas sem marca.

### Paraná
No início da temporada de 2017, Matheus é contratado pela equipe paranista e nela disputou o Campeonato Paranaense,
Copa do Brasil e a Série B e nesses três campeonatos participou de 17 partidas e marcou 3 gols (todos pelo campeonato paranaense). Ao final da Série B, o Paraná conseguiria o acesso para a Série A do ano seguinte.

### ABC
No ABC, Matheus ficou em menos de 5 meses no clube, participou de 18 jogos e marcou 3 gols.

### Náutico

#### 2019
Após ficar 3 meses sem clube, em dezembro de 2018, Matheus chega no alvirrubro pernambucano, equipe em que Matheus viria ter mais prestígio durante sua carreira.
Naquela ocasião Matheus disputou 4 campeonatos, sendo eles o Campeonato Pernambucano, Copa do Brasil, Copa do Nordeste e a Série C e em todas elas a equipe pernambucana teve seu prestígio, mas o campeoanto em que Matheus teve mais destaque foi durante a Série C, já que o mesmo foi um dos protagonistas do acesso e posterior título nacional.
É o autor do gol da última cobrança de pênalti do Náutico, na partida decisiva do acesso, contra a equipe do Paysandu.
O mesmo repetiu o feito contra a equipe do Juventude, sendo novamente o último a converter as cobranças de pênalti e levando o clube a final da competição.
E na decisão do campeoanto, Matheus foi um dos protagonistas da partida, marcando um dos gols no jogo da volta em São Luís, contra o Sampaio Corrêa e faturando seu 4° título nacional em sua carreira.

#### 2020
Após uma temporada brilhante, novamente Matheus Carvalho viria sofre com as lesões, nessa ocasião em fevereiro de 2020, numa partida da Copa do Brasil, contra o Botafogo, o mesmo teve uma lesão na altura do joelho e posteriormente foi obtido a informação que houve a ruptura do ligamento cruzado e tendo que se realizar uma cirurgia, mas por conta da Pandemia da COVID-19 a cirurgia só foi apenas realizada em julho daquele ano e com isso ficou sem conseguir atuar no restante da temporada.

#### 2021
Após mais de 1 ano longe dos gramados, Matheus restrearia no Campeonato Pernambuco, contra a equipe do Vitória das Tabocas.

### Botafogo-SP
Matheus foi anunciada pela equipe botafoguense no dia 19 de janeiro, sendo o 15° reforço da equipe na temporada. A estreia de Matheus ocorreu no dia 31 de janeiro, pela primeira rodada do Campeanto Paulista, contra o Santos. No jogo, Matheus estreiou da melhor maneira possível, marcando o único gol da partida e dando a vitória ao pantera. Na equipe do interior paulista, Matheus atuou por 34 jogos, marcando 6 gols, sendo um dos destaques da equipe no acesso a Série B de 2023.

## Títulos
Atlético Goianense
- Campeonato Brasileiro - Série B: 2016

Fluminense
- Campeonato Brasileiro - Série A: 2010, 2012
- Campeonato Carioca: 2012

Náutico
- Campeonato Brasileiro - Série C: 2019
- Campeonato Pernambucano: 2021